# Xarnuta cribralis
Xarnuta cribralis är en tvåvingeart som beskrevs av Erich Martin Hering 1941. Xarnuta cribralis ingår i släktet Xarnuta och familjen borrflugor. Inga underarter finns listade i Catalogue of Life.